# Публий Корнелий Сципион (консул 56 г.)
Вижте пояснителната страница за други личности с името Публий Корнелий Сципион.
Публий Корнелий Сципион (на латински: Publius Cornelius Scipio) е политик и сенатор на Римската империя през 1 век.
Произлиза от клон Лентул на фамилията Корнелии и е син на Публий Корнелий Лентул Сципион (консул 24 г.). Баща му се жени за Попея Сабина Старша, дъщеря на Гай Попей Сабин (консул 9 г. и управител на Мизия). Попея Сабина e негова доведена сестра и става римска императрица и втора съпруга на император Нерон. Той е половин брат на Публий Корнелий Сципион Азиатик (суфектконсул 68 г.).
През 56 г. Корнелий Сципион е консул заедно с Квинт Волузий Сатурнин.